# Американо-кабо-вердианские отношения
Американо-кабо-вердианские отношения — двусторонние дипломатические отношения между Республикой Кабо-Верде и Соединенными Штатами Америки.

## История
Отношения имеют прочные исторические корни. В начале XVIII века американские китобойные суда начали набирать команды из кабовердийцев для охоты на китов, которые в изобилии водились в водах, окружающих Кабо-Верде. Связи между американскими колониями и Кабо-Верде задокументированы еще в 1740-х годах, когда американские корабли регулярно бросали якорь в портах Кабо-Верде, чтобы обменять соль или купить рабов. Традиция эмиграции в Соединенные Штаты началась в то время и продолжается сегодня.
Первое консульство США в странах Африки к югу от Сахары было открыто в Кабо-Верде в 1818 году. Консульское представительство США продолжало деятельность на протяжении всего XIX века. Соединенные Штаты признали Кабо-Верде в день его независимости и поддержали его прием в Организацию Объединенных Наций. Кабо-Верде отправило одного из своих первых послов в Соединенные Штаты, а в 1983 году в Кабо-Верде был назначен постоянный посол США. Премьер-министр Жозе Мария Невеш посетил общины Кабо-Верде в Новой Англии во время официальной поездки в Соединенные Штаты в 2002 году, а президент Педру Пиреш посетил Соединенные Штаты в апреле 2005 года. В сентябре 2007 года состоялся ещё один визит Невеша в США.
Соединенные Штаты оказывали чрезвычайную гуманитарную и экономическую помощь Кабо-Верде в период сразу после обретения независимости, а также после стихийных бедствий, включая ураган, обрушившийся на остров Брава в 1982 году, и после сильного извержения вулкана на острове Фого в 1995 году. Кабо-Верде также имеет право на торговые льготы в соответствии с Законом о росте и возможностях Африки (AGOA) и подписало соглашение об открытии неба для содействия безопасности и расширению авиаперевозок. 4 июля 2005 года Кабо-Верде стала третьей страной, подписавшей соглашение с США,финансируемое правительством и корпорацией «Вызовы тысячелетия» (MCC); пятилетний пакет помощи на сумму более 110 миллионов долларов был направлен на решение проблем экономического роста в сельской местности, развитие инфраструктуры и развитие кредитного сектора.

## Дипломатические миссии
США имеет посольство в Прае.